# Disgrace and Terror
Disgrace and Terror é uma banda brasileira de thrash e death metal formada em 2001 em Belém.

## História
A banda foi formada em agosto de 2001 com a proposta de tentar resgatar a qualidade e agressividade do thrash e death metal da década de 1980.
A primeira apresentação da banda nos palcos de Belém ocorreu em fevereiro de 2002 na segunda versão do festival Barulho Brutal. Após isso, a banda se apresentou nos principais festivais de metal realizados no mesmo ano no Pará, sendo eles o World Cremation, Xtreme War Lust, Belém Underground II e Kaverna Fest Rock. Fez ainda shows fora do estado, como na primeira edição do São Luís Rock Festival ao lado de bandas de todo o Brasil.
Apresentando um crescimento no cenário local, a Disgrace and Terror passou a abrir shows em Belém de bandas conceituadas no cenário brasileiro como Krisiun, Funeratus, Torture Squad, Nervo Chaos, Andralls, Claustrofobia e Executer, além das bandas estadunidenses Malevolent Creation e Cannibal Corpse.
Em julho de 2003 a banda gravou o CD-demo "The War", no estúdio Audio Mix em Belém, obtendo boa repercussão e elogios da crítica especializada. Em setembro de 2004 foi gravado em sistema analógico o álbum "Shadows of Violence", no estúdio Da Tribo, em São Paulo, onde já gravaram conceituadas bandas do estilo no Brasil. O álbum contém 12 faixas e foi lançado de forma independente em agosto de 2005. Ainda no mesmo ano a banda participou da 6ª edição do Brutal Devastation, um dos maiores festivais do underground brasileiro, realizado em Belo Horizonte, Minas Gerais.
Em 2006 a banda foi incluída em uma coletânea lançada pelo selo Ná Figueredo Records com 15 bandas do Pará, entre elas o Stress, chamada Peso Pesado – Açaí Pirão Metal, para comemorar os 15 anos de existência do programa de rádio local Peso Pesado e na coletânea "Metal Sangrento" da edição 17 da Metal Blood Magazine. A banda também iniciou a primeira parte da turnê de divulgação do álbum "Shadows of Violence". Essa turnê passou por dez cidades em seis estados do norte e nordeste do Brasil, com destaque para a participação no tradicional Festival Forcaos realizado em Fortaleza, Ceará. A boa repercussão do álbum "Shadows of Violence" fez com que a banda começasse a ser entrevistada por meios de comunicação social internacionais, como a revista neerlandesa Archaic Magazine. No final do mesmo ano a banda participou do III Fuckin' Chistmas, que foi filmado para ser lançado em DVD. No início de 2007 a banda muda a formação com a entrada do guitarrista Sérgio Inferno e continuou com a sua turnê, vindo a somar mais de vinte shows em nove estados diferentes do Brasil. Em 2008 foi dada continuação à divulgação do álbum no interior do Pará com shows em mais seis cidades. Em 2009 a banda completou oito anos de existência anunciando mais uma turnê chamada "Nordeste of Violence", passando por nove cidades em mais seis estados do nordeste, carregando na bagagem o álbum split com a banda Inferno Nuclear chamado "Terror Nuclear", que conta com quatro canções inéditas da Disgrace and Terror e que foi lançado em parceria com os selos Distro Rock e Freemind. Encerrando o ano de 2009, a banda fez o show de abertura para a banda inglesa Onslaught[carece de fontes?] em sua "South of Hell Tour" em Belém e, na data em que é comemorado o natal pelos cristãos, realizou o show Christmas in Hell.
No início de 2010, juntando-se aos antigos integrantes Rot (vocais), Aldyr Rod (bateria) e Rômulo Machado (contrabaixo), Renato Costa assume o posto de novo guitarrista da banda. No ano de 2010 a banda foi objeto do trabalho acadêmico "Do fanzine ao ciberespaço: a evolução da divulgação musical através da plataforma myspace" de Marcelo Barros Araújo, que foi apresentado no X Encontro Humanístico da UFMA realizado em São Luís, Maranhão, de 22 a 26 de novembro de 2010.
Em 2011 a banda completou 10 anos de estrada e, para comemorar em grande estilo, fez uma turnê por seis países da Europa (Alemanha, Bélgica, Espanha, Países Baixos, Polônia e Portugal), entre outubro e novembro, para onde foi convidada a fazer apresentações em meio a festivais e eventos de rock em aproximadamente vinte apresentações. Durante a turnê, fecharam com três gravadoras, da Alemanha, de Portugal e da Espanha para, ao longo de 2012, gravar trabalhos.

## Membros
- Aldyr Rod - bateria
- Rot - vocal, baixo
- Vinicius Carvalho - guitarra

## Discografia

### Álbuns de Estúdio
- Shadows of Violence (2005)
- The Final Sentence (2013)
- El Papa Negro (2015)
- Age Of Satan (2018)

### Demos
- The War (demo, 2003)

### Split
- Terror Nuclear (split, 2009)

### Coletânea
Special Edition European Tour (2011)